# Pyrrhura melanura
Pyrrhura melanura е вид птица от семейство Папагалови (Psittacidae).

## Разпространение
Видът е разпространен в Бразилия, Венецуела, Еквадор, Колумбия и Перу.